# فلاویو روما
فلاویو روما (به ایتالیایی: Flavio Roma) (زاده ۲۱ ژوئن ۱۹۷۴) دروازه‌بان اهل ایتالیا می‌باشد.